# Loznica (Valjevo)
Pour les articles homonymes, voir Loznica.
Loznica (en serbe cyrillique : Лозница) est un village de Serbie situé sur le territoire de la Ville de Valjevo, district de Kolubara. Au recensement de 2011, il comptait 517 habitants.

## Démographie
| 1948  | 1953  | 1961  | 1971 | 1981 | 1991 | 2002 | 2011 |
| ----- | ----- | ----- | ---- | ---- | ---- | ---- | ---- |
| 1 194 | 1 203 | 1 082 | 897  | 826  | 737  | 660  | 517  |

|  |

## Liste de monuments
- Monastère Tronosha

## Photos

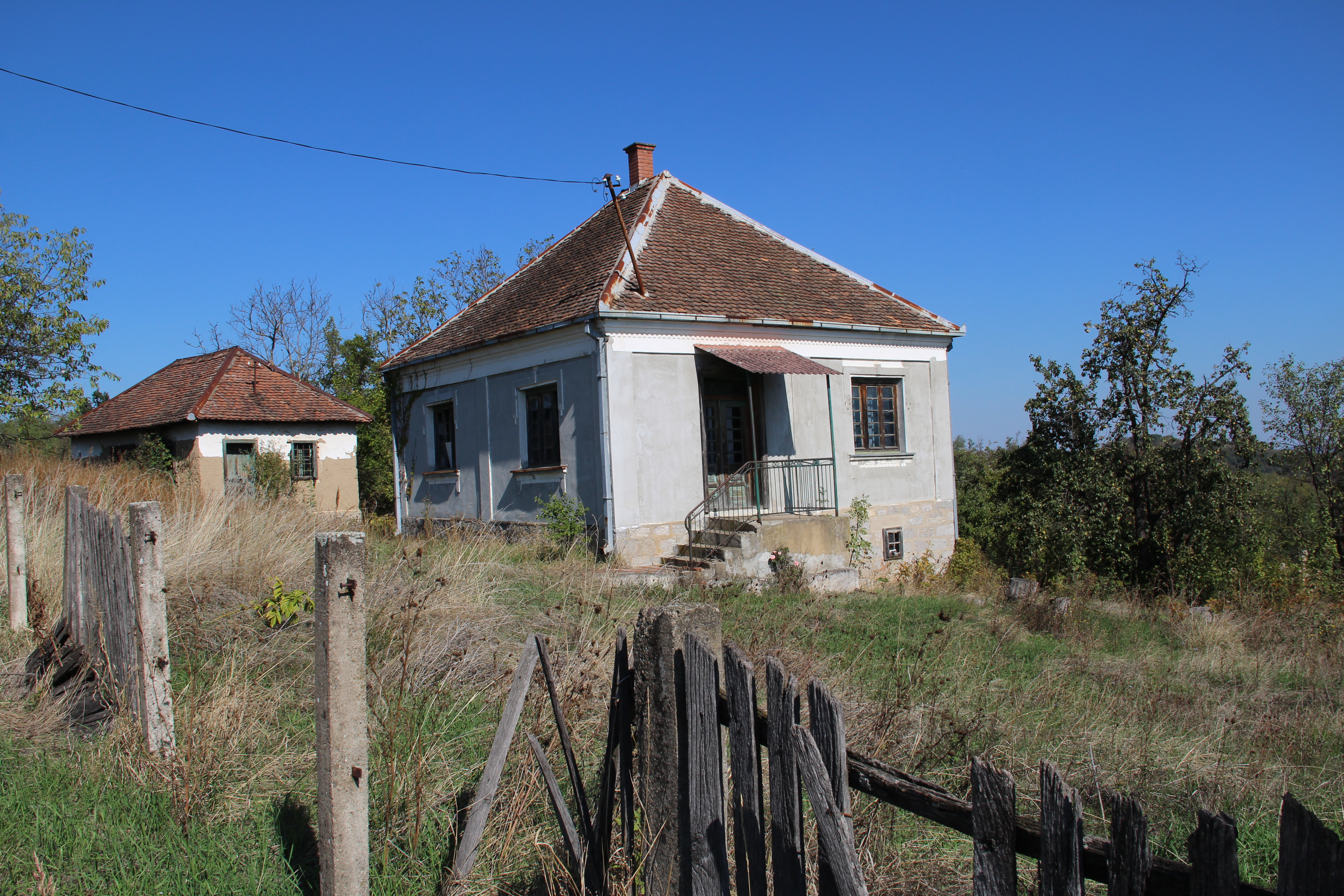
Valjevska Loznica - Panorama
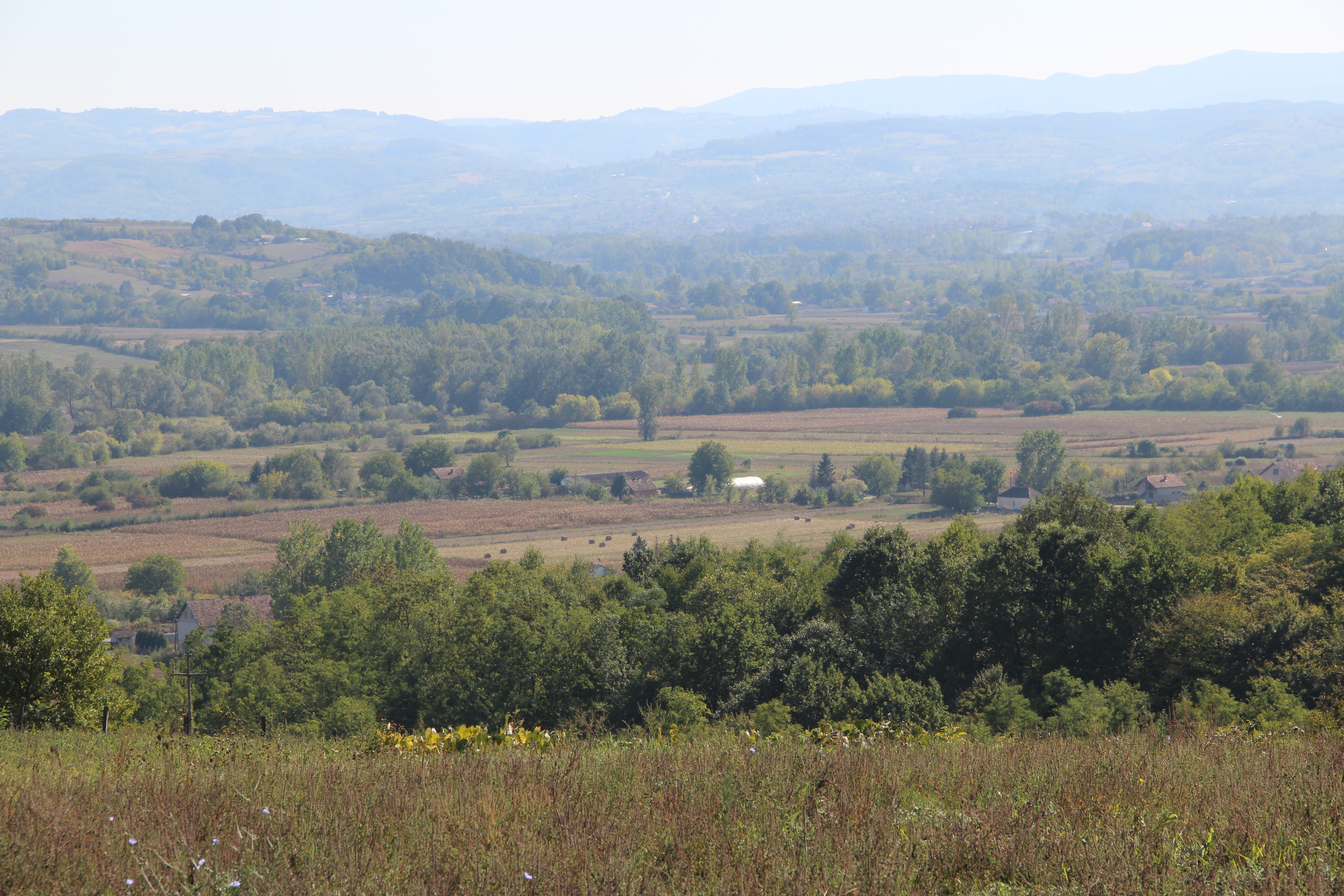
Valjevska Loznica - Panorama
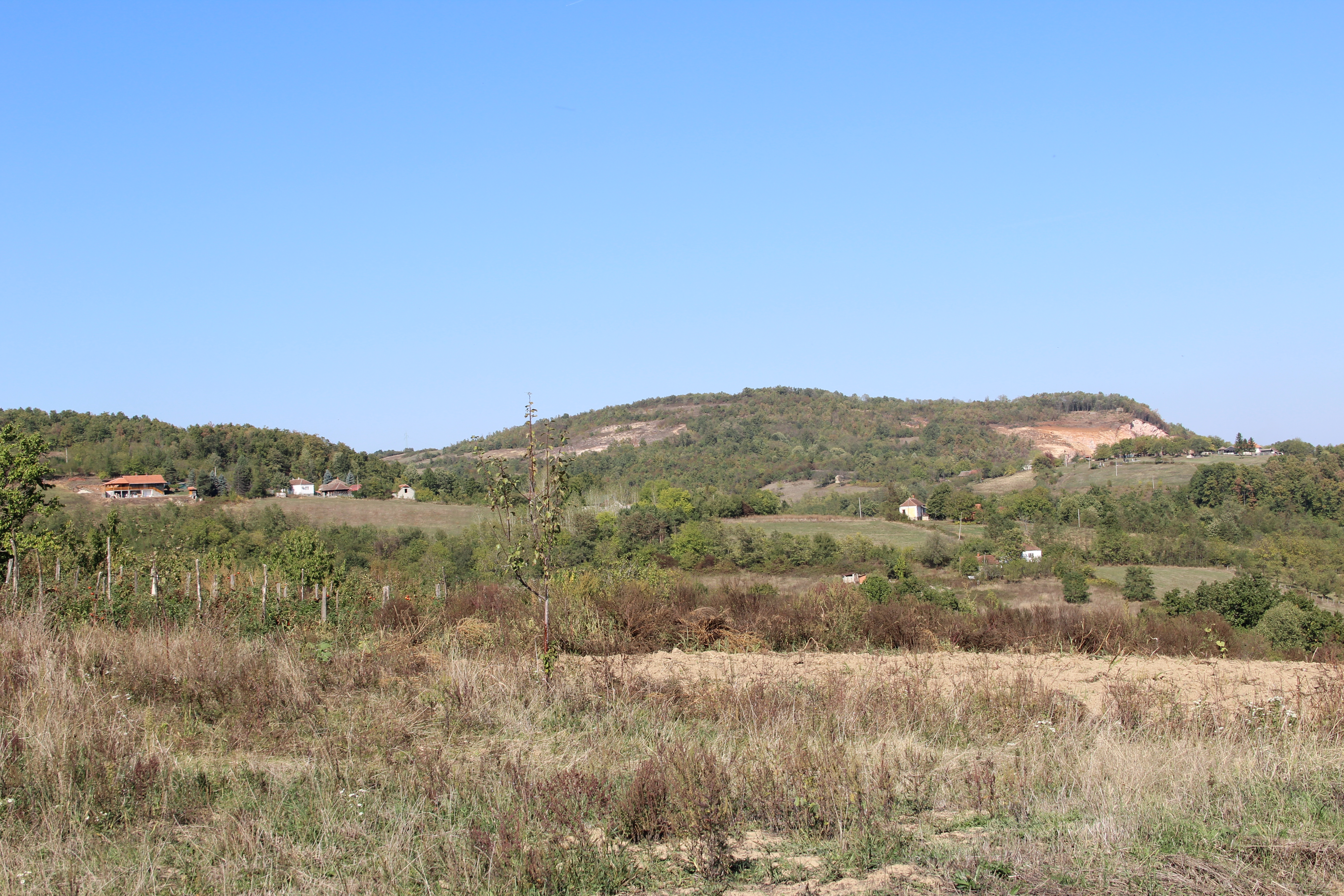
Valjevska Loznica - Panorama
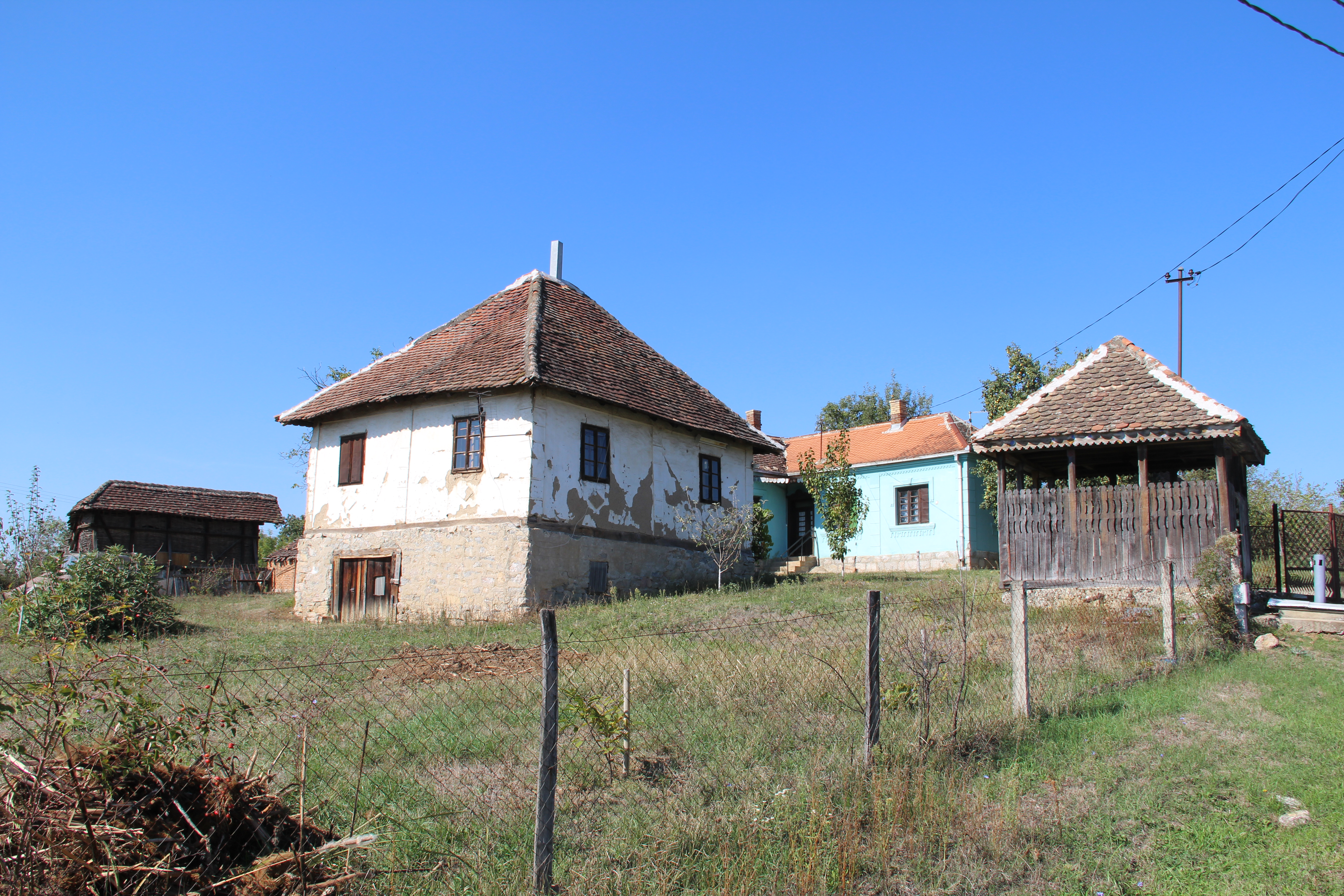
Valjevska Loznica - Panorama
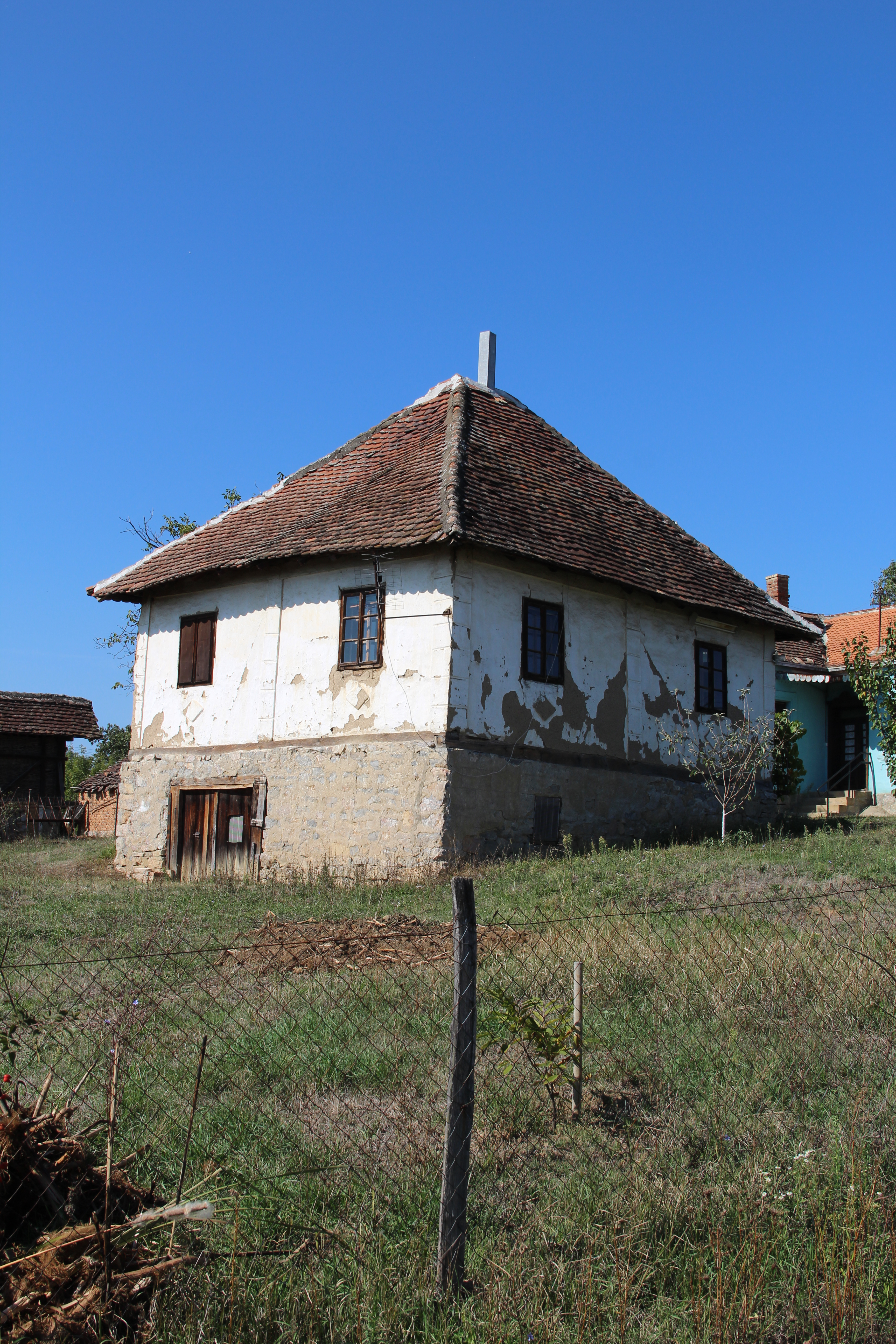
Valjevska Loznica - Panorama
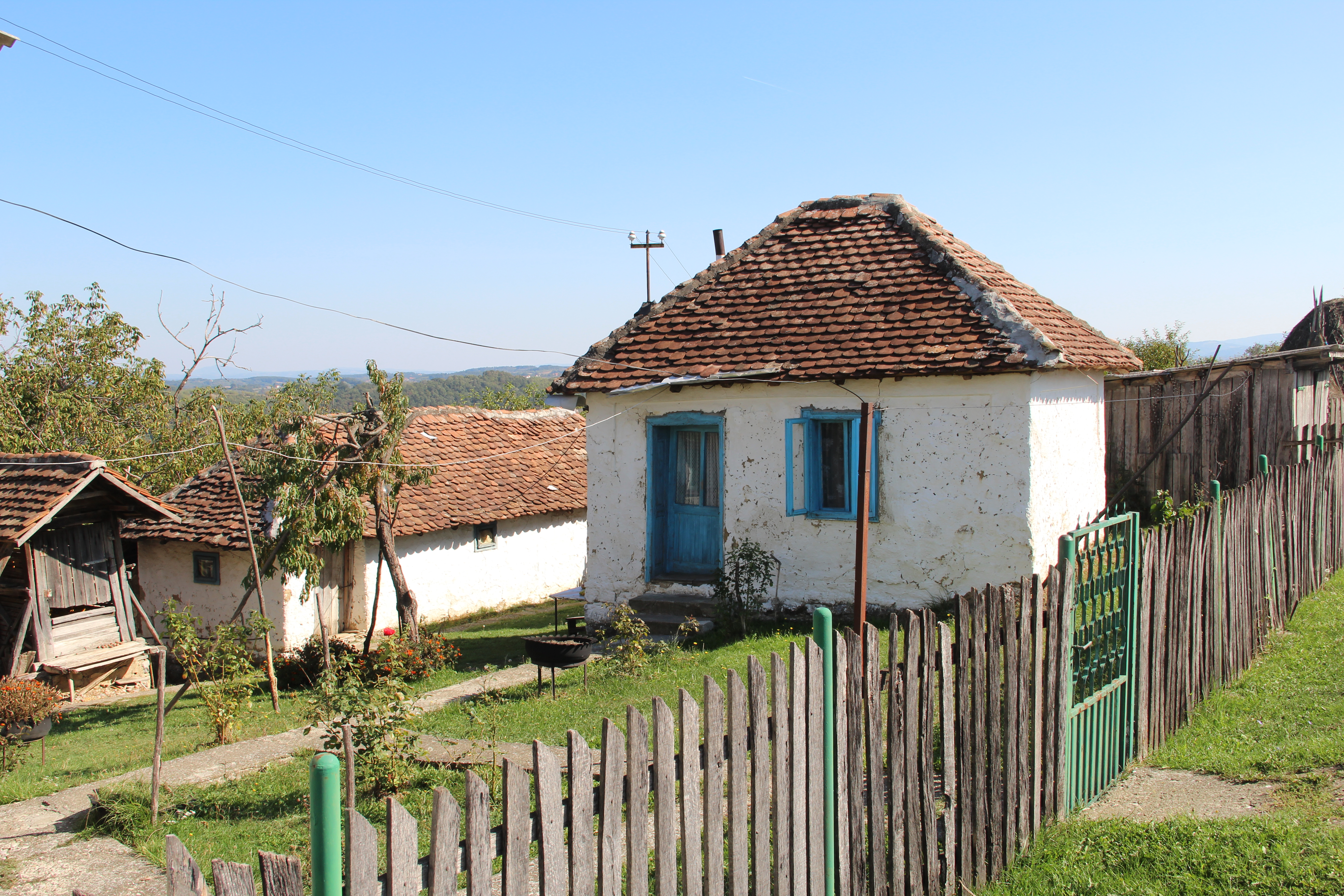
Valjevska Loznica - Panorama
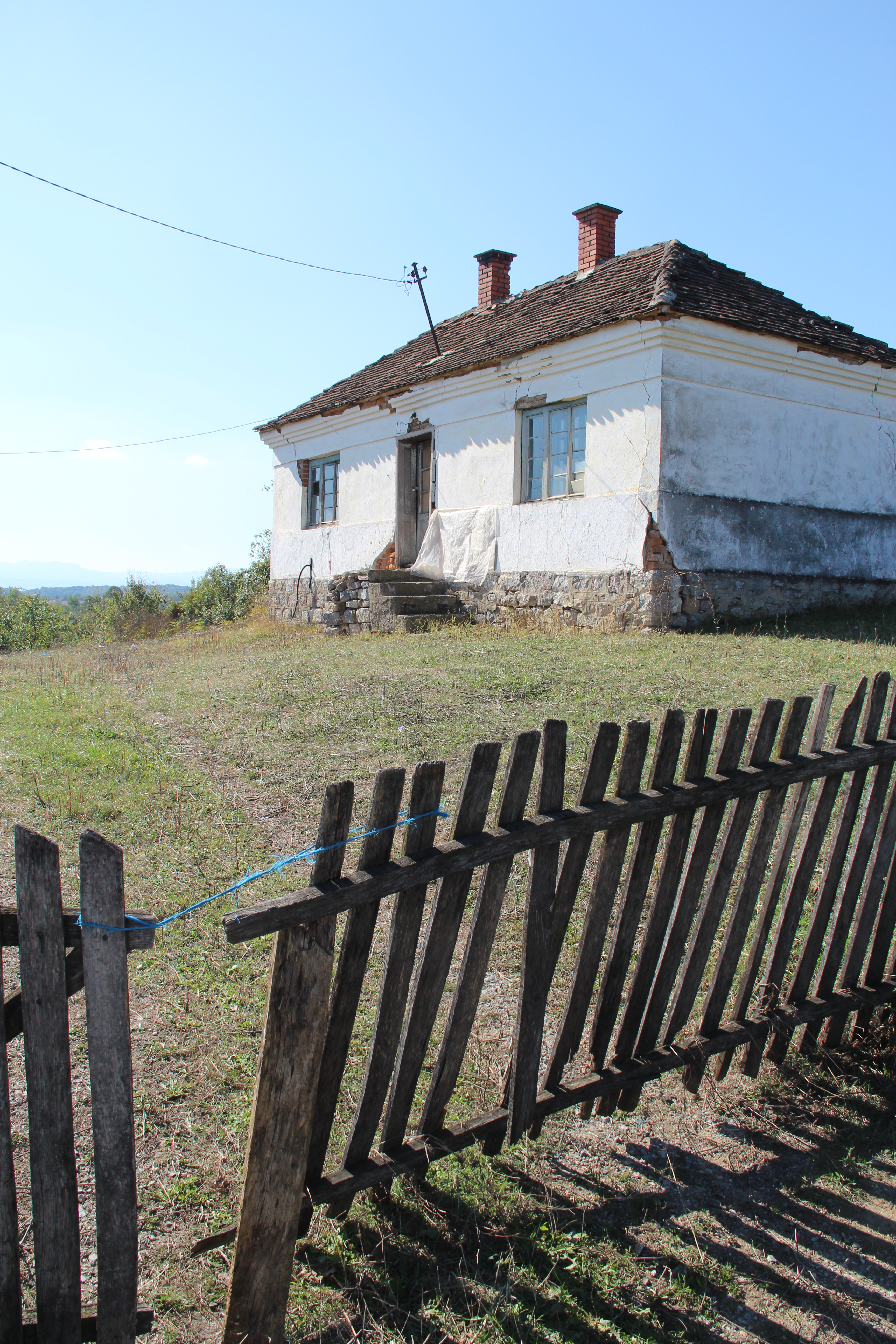
Valjevska Loznica - Panorama
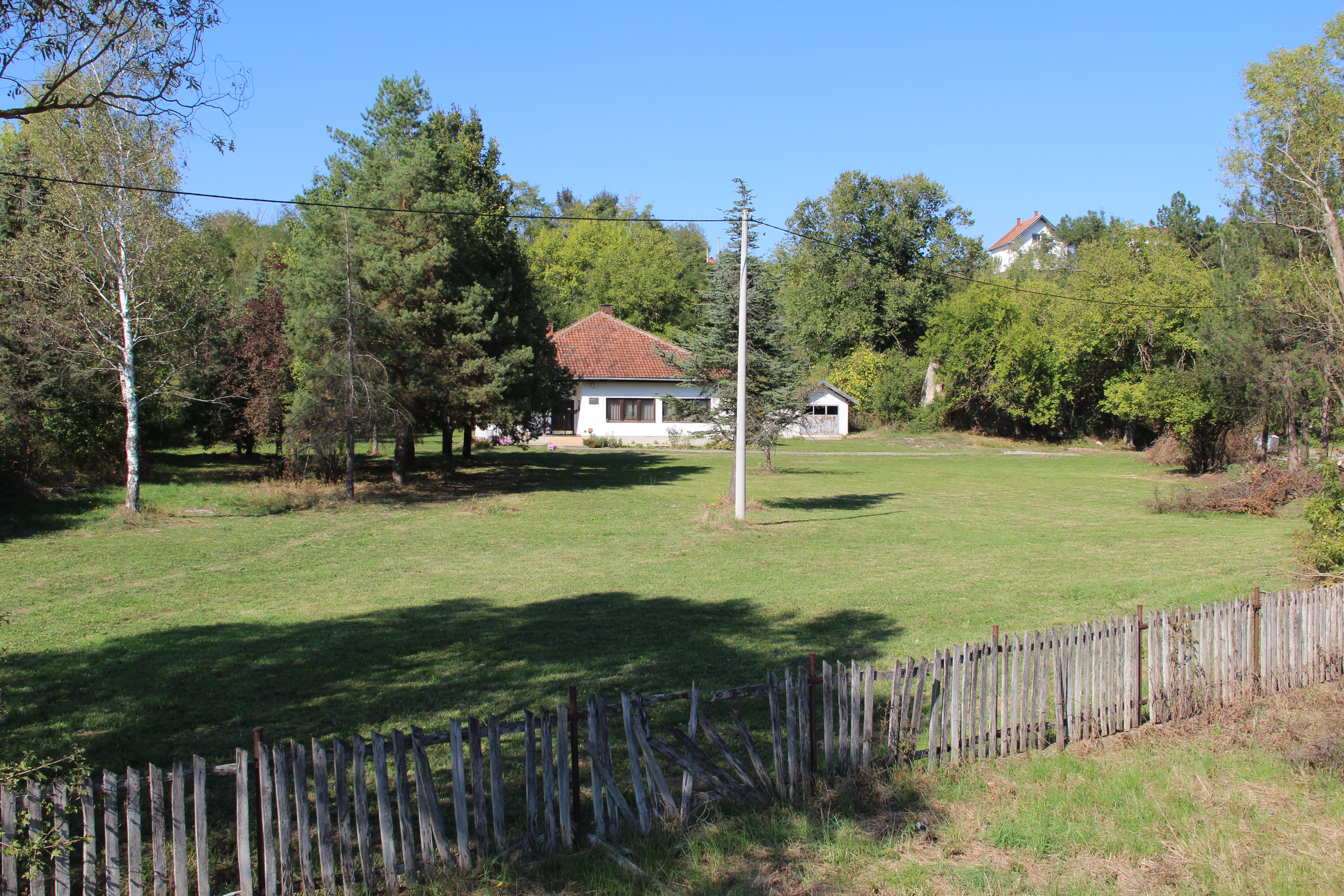
Valjevska Loznica - école
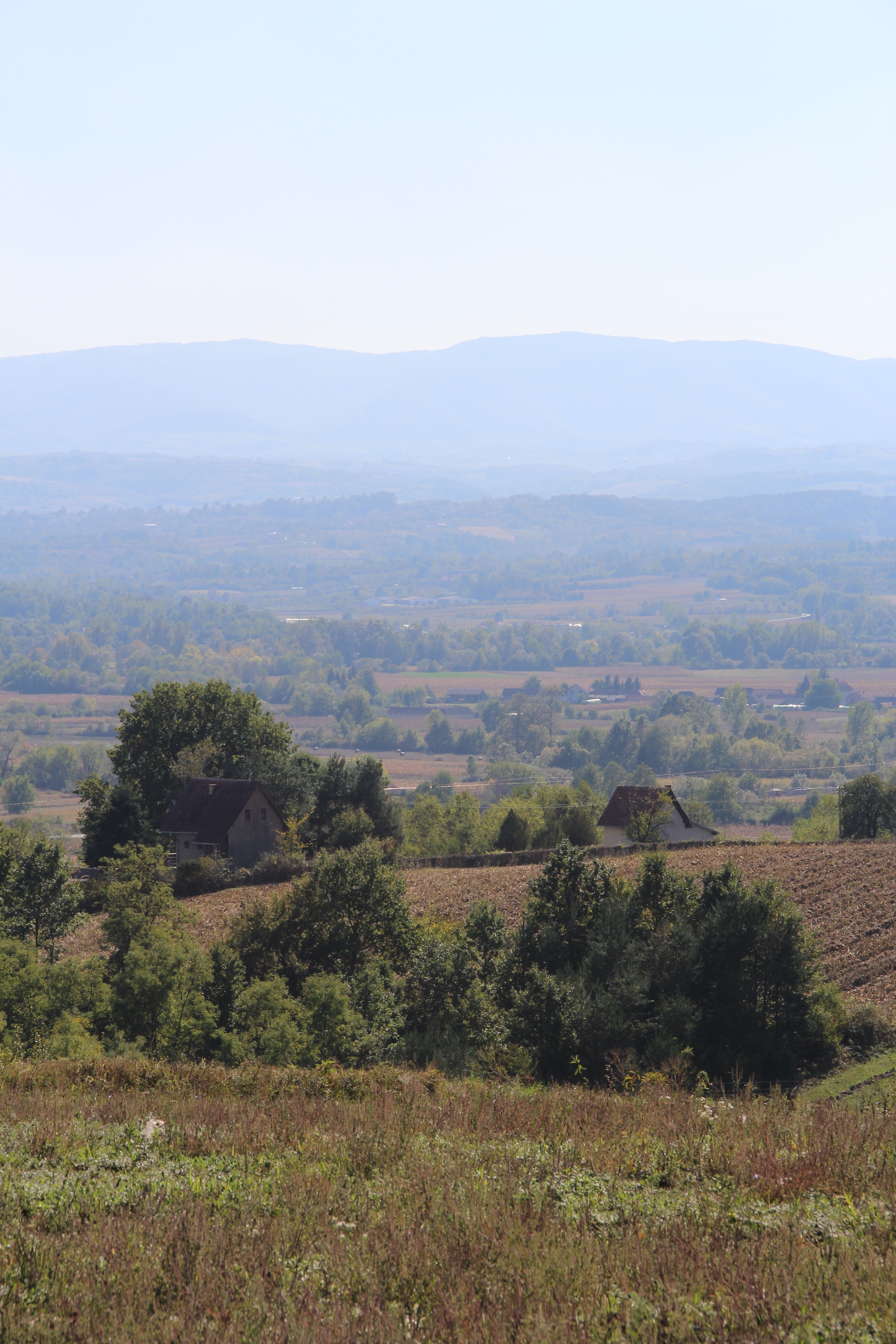
Valjevska Loznica - Panorama
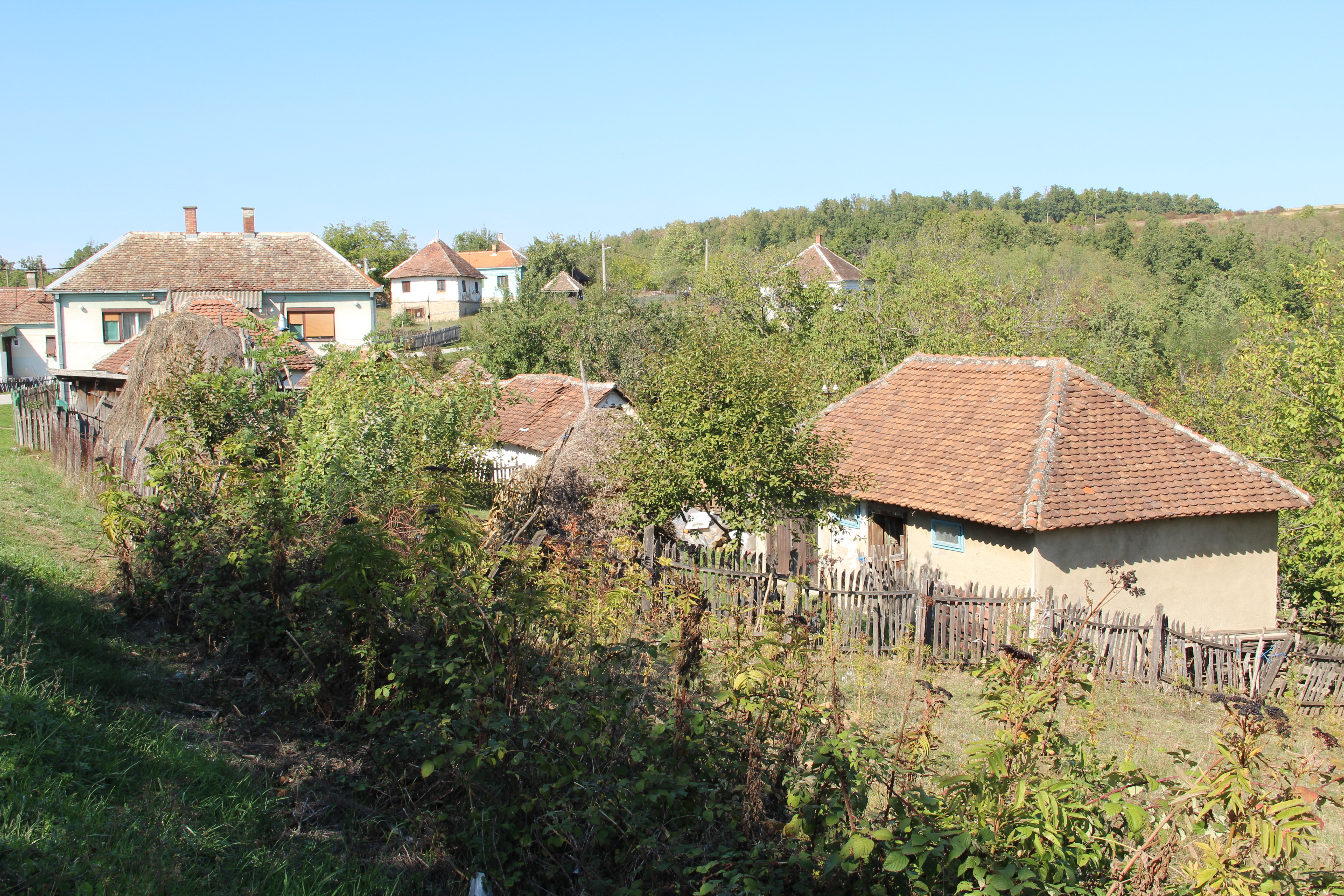
Valjevska Loznica - Panorama